# 奔腾大道站
奔腾大道站是徐州地铁2号线的地铁站，位于中华人民共和国江苏省徐州市鼓楼区中山北路与奔腾大道交叉口南侧，于2020年11月28日开通。

## 车站结构
奔腾大道站沿中山北路南北设置，为地下二层岛式站台车站，车站长206.5米，宽19.7至24.1米，车站地下一层为站厅层，地下二层为站台层，站台设置全高站台门。
| 地面              | 出入口 | 1、3、4出入口                                                                                                 |
| 地下一层          | 站厅   | 客服中心、自动售票机、验票机                                                                                  |
| 地下二层          | 站台   | \| \| \| █ 2号线往客运北站（九里山） \| \| 島式 · 開左邊车门 \| \| \| \| \| \| █ 2号线往新城区东（九龙湖） \| |
|                   |        | █ 2号线往客运北站（九里山）                                                                                   |
| 島式 · 開左邊车门 |        | |
|                   |        | █ 2号线往新城区东（九龙湖）                                                                                   |

## 车站出口
奔腾大道站目前开放3个出入口，各出口及周围设施如下所示：
| 出口编号            | 照片 | 出口指示         | 建议前往的目的地       |
| ------------------- | ---- | ---------------- | ---------------------- |
| 1 · 出口            |      | 中山北路（西侧） | 中山国际商务中心       |
| 3 · 出口            |      | 中山北路（东侧） | 君盛广场               |
| 4 · 出口 · （设有） |      | 中山北路（西侧） | 江苏省人民医院徐州分院 |
| 图例： 设有         |      |                  |                        |

## 接驳交通

### 公交车
- 奔腾大道地铁站：47路，48路，57路，71路，112路，定制520路，夜1路
- 华厦水云间：47路，71路，308路

## 车站历史
本站工程名与正式站名均为奔腾大道站，以车站北侧的奔腾大道命名。
- 2018年9月1日，车站主体结构封顶[2]。
- 2020年11月28日，车站随2号线一期通车开通[1]。